# Massacre de Corpus Christi
 (juillet 2019).

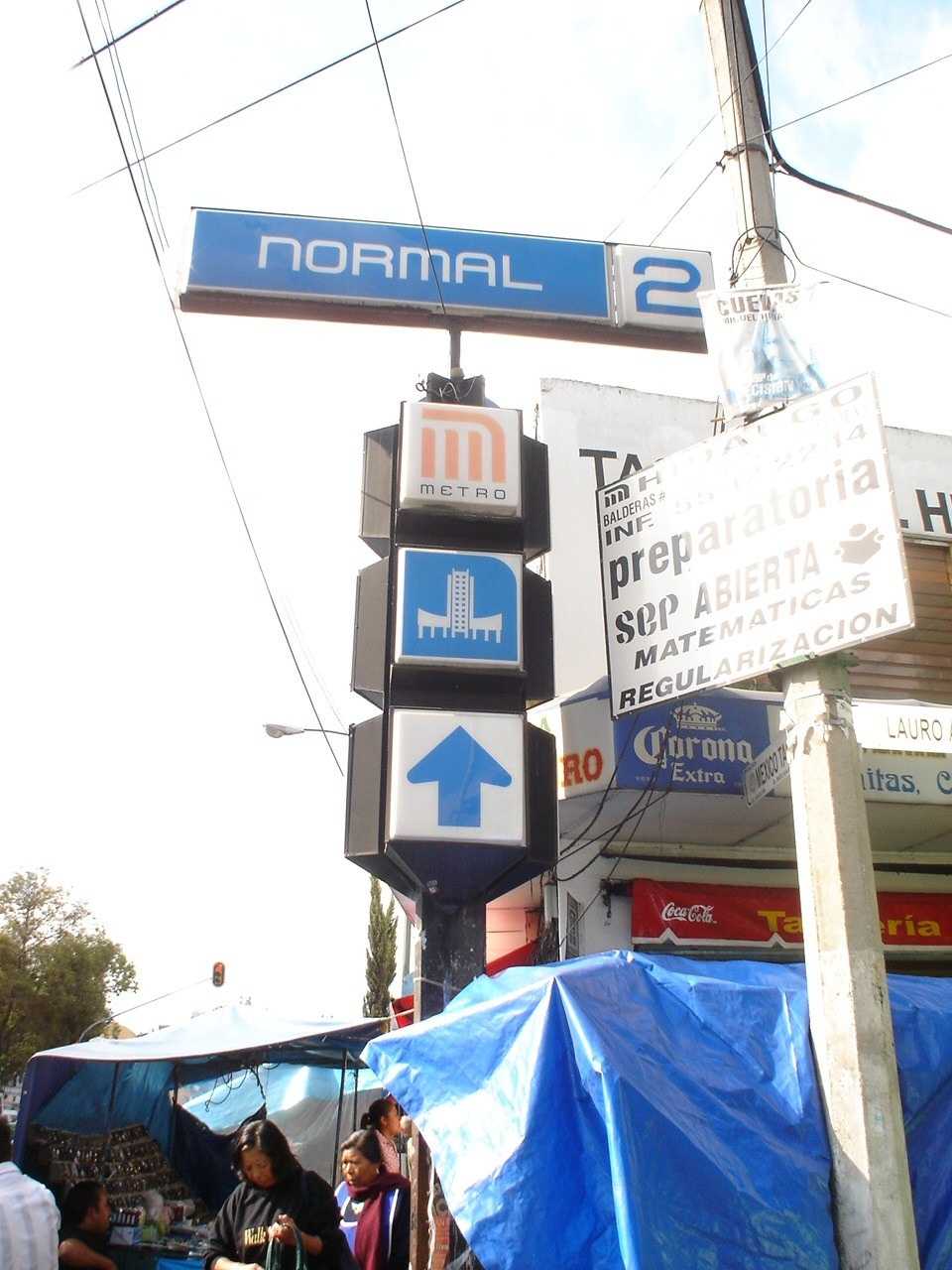
Les rues attenantes à l'arrêt de métro Normal de Mexico furent la scène de l'Halconazo, autre nom du Massacre de Corpus Christi de 1971.

Le massacre de Corpus Christi - appelé « El Halconazo » du fait de la participation du groupe paramilitaire des « Halcones » (« Faucons » en français) - est le nom porté par les évènements du 10 juin 1971 (jour de la fête de Corpus Christi) à Mexico lors d'une manifestation étudiante en soutien aux étudiants de Monterrey. Cette manifestation fut violemment réprimée  par les « Faucons », un groupe paramilitaire au service de l’État et formé par la CIA. 
Plus de 120 jeunes étudiants, ayant entre 14 et 22 ans, y furent assassinés.
Le président Luis Echeverría Álvarez nia son implication dans les faits, mais jamais lumière ne fut jetée sur cette situation, officiellement niée. Jamais ces faits sanglants ne se virent attribués de responsable, et seulement très peu furent traduits en justice.

## Contexte
Dès le début de son gouvernement en 1970, le président Luis Echeverría Álvarez annonça des réformes d'ouverture démocratique.  
Il permit ainsi le retour immédiat de certains leaders du mouvement étudiant de 1968 exilés au Chili et la libération de plusieurs prisonniers. 
Dans une atmosphère d'optimisme et d'enthousiasme, les étudiants crurent à la possibilité du dialogue démocratique et du poids de la rue. Cette dernière se remplit à la suite d'un conflit universitaire au Nuevo León où, le 20 février 1971, les étudiants de l'Université autonome élisent le recteur Héctor Ulises Leal Flores, selon une nouvelle loi organique imposant la parité au sein du conseil universitaire. 
Le gouvernement de l’État, en désaccord, réduit alors drastiquement le budget et oblige le conseil universitaire à approuver un nouveau projet de loi qui annihilerait presque son autonomie. En réaction, les étudiants commencent une grève et lancent aux autres université mexicaines un appel à la solidarité. L'Université nationale autonome de Mexico et l’Institut polytechnique national y répondent immédiatement et planifient une énorme manifestation de soutien le 10 juin.
Le 30 mai, dans le cadre d'un programme de conciliation, le gouverneur du Nouveau Léon, Eduardo A. Elizondo Lozano, démissionne et une nouvelle loi organique entre en vigueur. Pour autant, les étudiants de la capitale maintiennent la manifestation, malgré le flou de leurs revendications. Il s'agit alors de demander que l'ouverture démocratique promise par Echeverria soit poussée plus en avant.

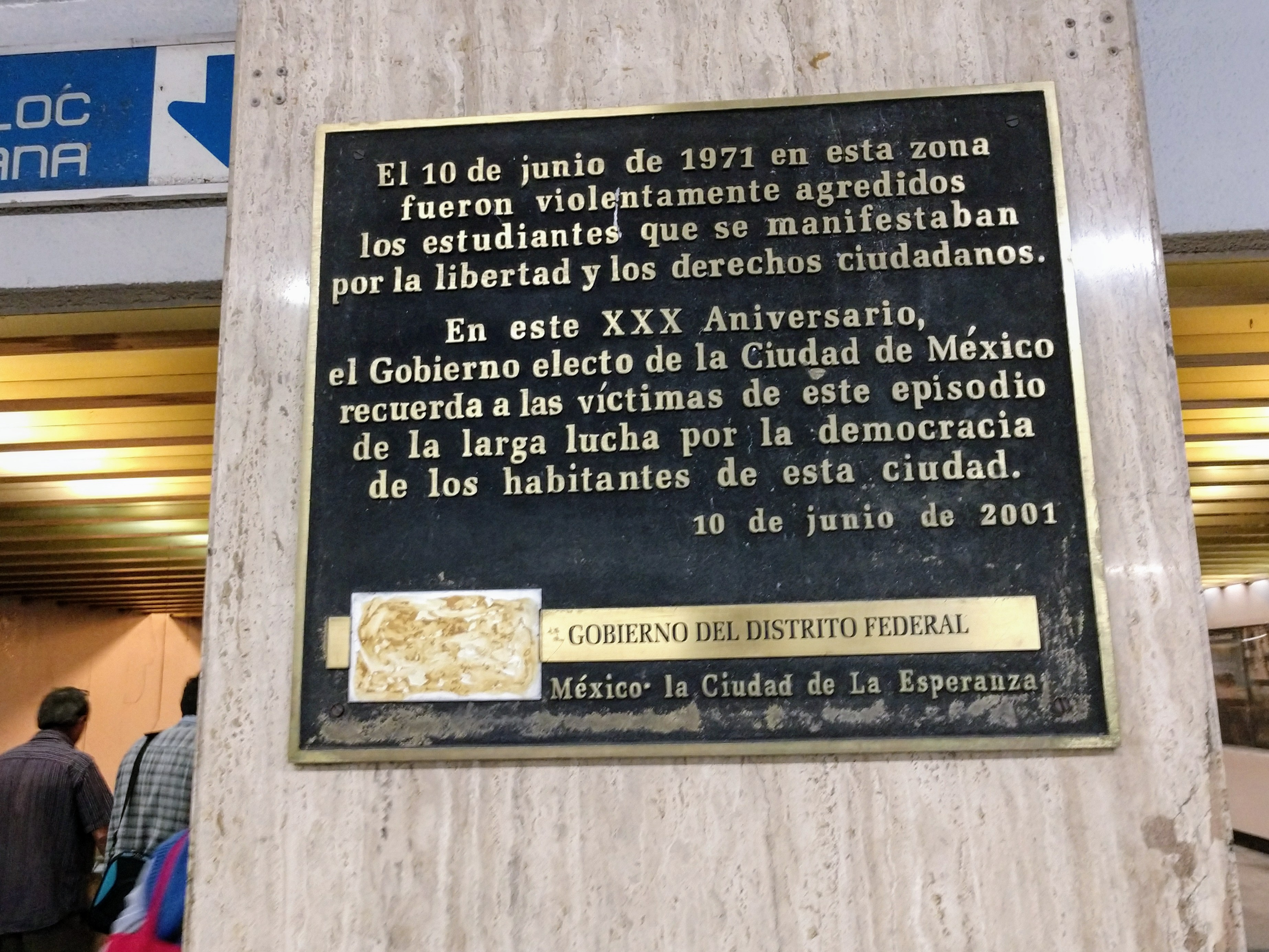
Plaque commémorative dévoilée par le Gouvernement de Mexico en 2001.

## Le 10 juin
Partant du quartier de Saint Thomas (es) (près de l'Institut polytechnique) pour rejoindre la Place de la Constitution, les manifestants sont encadrés tant par des policiers que par des militaires, qui finissent par leur bloquer la voie. 
Un groupe entraîné par la Direction Fédérale de la Sécurité mexicaine et la CIA, les « Faucons », attaque brusquement les étudiants dans les rues attenantes à l'Avenida de los Maestros. L'attaque se fait à dessein avec des bâtons de bambou et des matraques, de sorte que, repoussée rapidement par les étudiants, elle donne lieu à une contre-attaque, elle, avec des armes à feu. Une partie des étudiants tente alors en vain de se cacher pendant que la police reste une passive spectatrice du massacre. 
La fusillade dure de nombreuses minutes lors desquelles même les blessés sont exécutés. 120 victimes sont à compter, dont un adolescent de 14 ans .
Le soir même, Luis Echeverría annonce une enquête sur le massacre tandis que le régent et le procureur général de la ville nient la présence des « Faucons » et que les responsables policiers accusent des factions dissidentes au sein même des mouvements étudiants.